# Viverols
Viverols är en kommun i departementet Puy-de-Dôme i regionen Auvergne-Rhône-Alpes i centrala Frankrike. Kommunen ligger i kantonen Viverols som tillhör arrondissementet Ambert. År 2022 hade Viverols 443 invånare.

## Befolkningsutveckling
Antalet invånare i kommunen Viverols
| Referens: INSEE |